# 泰勒 (密西西比州)
泰勒（英語：Taylor）是位於美國密西西比州拉法葉縣的城鎮。

## 人口
根據2020年美國人口普查的數據，泰勒的面積為7.60平方千米，當中陸地面積為7.59平方千米，而水域面積為0.01平方千米。當地共有人口355人，而人口密度為每平方千米47人。